# NETWORK™
『NETWORK™』（ネットワーク）は、2004年2月25日にリリースされたTM NETWORKの通算36枚目のシングル。

## 背景
『R&C Japan』（現・よしもとミュージック）移籍第2弾シングル。表題曲が存在しないマキシシングルであるが、TM NETWORKが本作のリリース時にコメントした際には「SCREEN OF LIFE」と紹介しているうえ、一部には「NETWORK -SCREEN OF LIFE-」と表記するメディアもあり、「SCREEN OF LIFE」がA面扱いにされることもあった。
旧曲のリミックスを含めているが、3曲ともトランス風のアレンジがなされている。

## 音楽性

### SCREEN OF LIFE
日本テレビ系『AX MUSIC-TV』のパワープレイに起用された。
団塊の世代に向けたメッセージソングとして作られており、今までTM NETWORKでは見られなかった「です・ます」調の歌詞が使用されている。

### TAKE IT TO THE LUCKY (金曜日のライオン)
デビュー曲である「金曜日のライオン (Take it to the lucky)」のリメイクで、フジテレビ系『ジャンクSPORTS』のエンディングテーマに起用された。
コンサートツアー『REMASTER』のパンフレット（文：藤井徹貫）によると、「TAKE IT TO THE LUCKY」の発表時、この曲の歌入れについて宇都宮隆は、デビュー時を回想しながら「ボーカルはボーカルだが、ある意味パーカッション的な感覚で歌った」と語っており、ボーカルもサウンドの一部という構造であると自覚していたという。

### 風のない十字路
木根尚登による書き下ろしの新曲。
木根による適当な英語のデモテープを小室がとても気に入り、スタジオでYOSHIKI・KEIKOに聞かせていた。

## 収録曲
| #         | タイトル                                                  | 作詞       | 作曲      | 編曲             | 時間  |
| --------- | --------------------------------------------------------- | ---------- | --------- | ---------------- | ----- |
| 1.        | 「SCREEN OF LIFE -Single Mix-」                           | 小室哲哉   | 小室哲哉  | 小室哲哉         | 5:10  |
| 2.        | 「TAKE IT TO THE LUCKY (金曜日のライオン)」               | 小室哲哉   | 小室哲哉  | 小室哲哉         | 6:00  |
| 3.        | 「風のない十字路」                                        | 小室みつ子 | 木根尚登  | 小室哲哉・吉田建 | 4:39  |
| 4.        | 「SCREEN OF LIFE」(Instrumental)                          |            |           |                  | 5:10  |
| 5.        | 「TAKE IT TO THE LUCKY (金曜日のライオン)」(Instrumental) |            |           |                  | 6:01  |
| 6.        | 「風のない十字路」(Instrumental)                          |            |           |                  | 4:36  |
| 合計時間: | 合計時間:                                                 | 合計時間:  | 合計時間: | 合計時間:        | 31:36 |

## クレジット
- Produced, Keyboards, Synthesizers, Vocals : 小室哲哉
- Vocals : 宇都宮隆
- Guitar, Vocals : 木根尚登

SCREEN OF LIFE -Single Mix- & TAKE IT TO THE LUCKY (金曜日のライオン)
- Guitars : 葛城哲哉

風のない十字路
- Synthesizers, Bass : 吉田建
- Keyboards : 国吉良一
- Guitars : 松尾和博
- Synthesizer Programming : 溝口和彦
- Chorus : 小室みつ子

- Mixed : 小室哲哉
- Recording Engineers : 伊東俊郎, 淺野浩伸, 若公俊広, 佐竹央行
- Assistant Engineers : おざわしゅうへい, 鈴木進悟
- Pro Tools Editing : 岩佐俊秀
- Mastering Engineer : 前田康二(Burnie Grundman Mastering)
- Art Direction : 高橋伸明
- Design : つるはたかあき

## 収録アルバム
『SCREEN OF LIFE』
- NETWORKTM -Easy Listening- (EXTENDED MIX)
- Gift from Fanks T (Single Mix)

『TAKE IT TO THE LUCKY（金曜日のライオン）』
- NETWORKTM -Easy Listening- (ALBUM MIX)

『風のない十字路』
- NETWORKTM -Easy Listening- (ALBUM MIX)